# شارلوت جرينوود
شارلوت جرينوود (بالإنجليزية: Charlotte Greenwood )‏ (و. 1890 – 1977 م) هي راقصة، وممثلة مسرحية، وممثلة أفلام أمريكية، ولدت في فيلادلفيا، بدأت مشوارها المهني سنة 1915م، توفيت في لوس أنجلوس، عن عمر يناهز 87 عاماً.

## وصلات خارجية
- شارلوت جرينوود على موقع IMDb (الإنجليزية)
- شارلوت جرينوود على موقع روتن توميتوز (الإنجليزية)
- شارلوت جرينوود على موقع ألو سيني (الفرنسية)
- شارلوت جرينوود على موقع أول موفي (الإنجليزية)
- شارلوت جرينوود على موقع قاعدة بيانات برودواي على الإنترنت (الإنجليزية)
- شارلوت جرينوود على موقع قاعدة بيانات الأفلام السويدية (السويدية)
- شارلوت جرينوود على موقع إن إن دي بي (الإنجليزية)
- شارلوت جرينوود على موقع قاعدة بيانات الفيلم (الإنجليزية)
- شارلوت جرينوود على موقع كينوبويسك (الروسية)